# توم ماكليود
توم ماكليود (بالإنجليزية: Tom MacLeod)‏ هو لاعب كرة قدم أمريكية أمريكي، ولد في 10 يناير 1951 في بروكتور في الولايات المتحدة.

## وصلات خارجية
- توم ماكليود على موقع مرجع كرة القدم المحترفة.كوم (الإنجليزية)